# Holland op zijn smalst

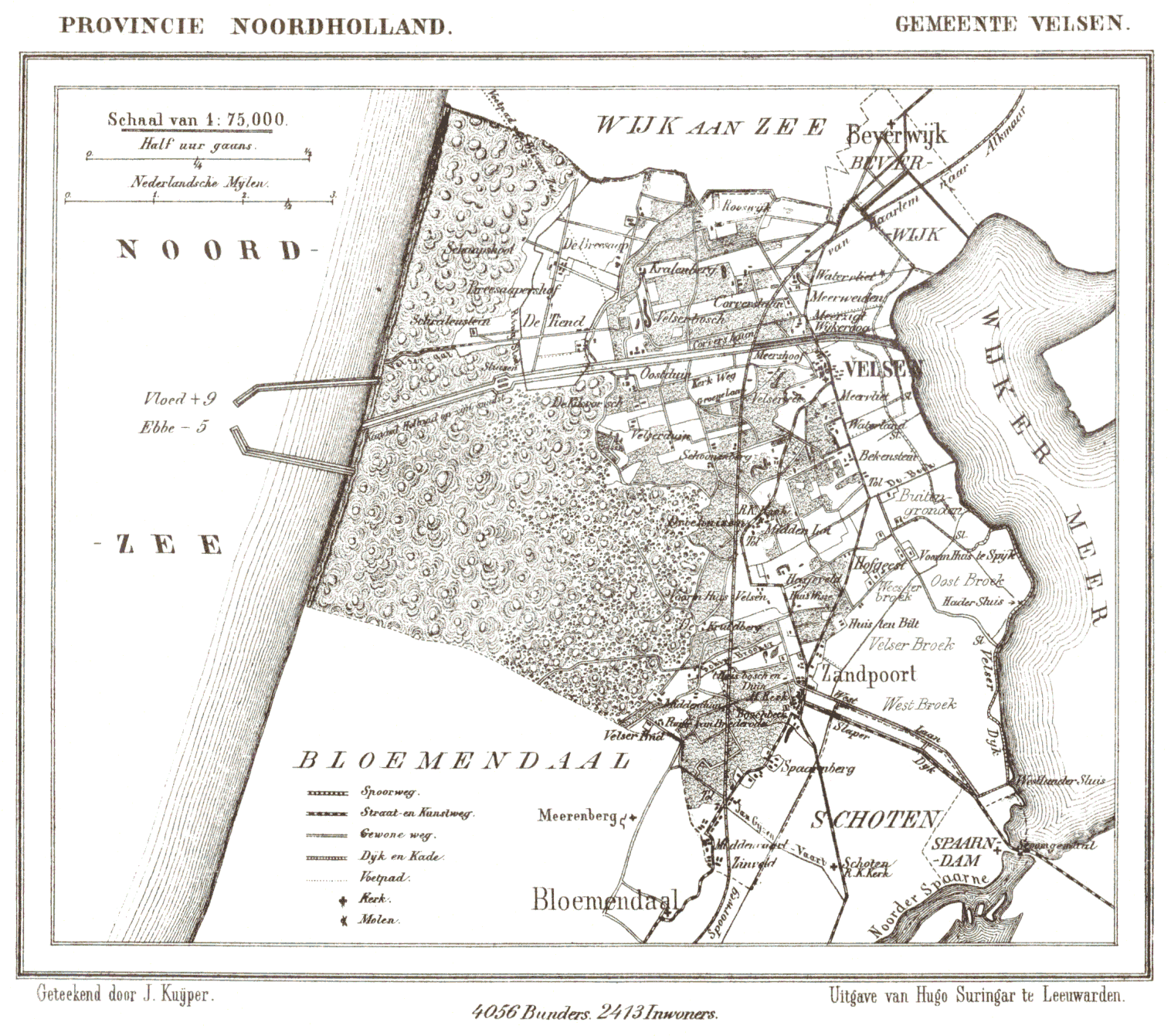
Kaart van 'Holland op zijn smalst' en het geprojecteerde Noordzeekanaal, 1867.

Holland op zijn smalst is van oudsher de benaming voor de voormalige landengte tussen het IJ en de Noordzee, bij de huidige gemeente Velsen. Met de komst van het Noordzeekanaal en de Hoogovens is dit gebied echter in de rest van het landschap opgegaan, waartoe ook de duinvallei Breesaap behoorde. Sinds de zeventiende eeuw had de term tevens betrekking op een buitenhuis nabij Beverwijk. Anno 2020 is er in diezelfde plaats nog een fietspad met deze naam.

## Gezegde
De kreet 'Holland op zijn smalst' leeft in het modern Nederlands voort als aanduiding voor benepen Hollands gedrag. Met die betekenis gebruikte ook Victor de Stuers de uitspraak in zijn gelijknamige artikel uit 1873 over het beperkte Nederlandse kunst- en cultuurbeleid. Hij ergerde zich er vooral aan dat politici keer op keer weigerden om meer geld voor dit doel vrij te maken, eenvoudigweg omdat het niet winstgevend zou zijn. Overigens was al in 1864 deze uitdrukking als woordspeling toegepast in een kritisch pamflet over de aanleg van het Noordzeekanaal. Niet alleen was de verlening van de concessie met een Kamermeerderheid van slechts vijf stemmen wankel te noemen. Ook de financiële argumenten, die voor de aanvaarding van dit project doorslaggevend waren, berustten volgens de anonieme auteur op een 'smalle' basis.